# Dennis Port (Massachusetts)
Dennis Port é um lugar designado pelo censo localizado no condado de Barnstable  no estado estadounidense de Massachusetts. No Censo de 2010 tinha uma população de 3.162 habitantes e uma densidade populacional de 371,87 pessoas por km².

## Geografia
Dennis Port encontra-se localizado nas coordenadas 41° 40′ 01″ N, 70° 08′ 08″ O. Segundo a Departamento do Censo dos Estados Unidos, Dennis Port tem uma superfície total de 8.5 km², da qual 7.85 km² correspondem a terra firme e (7.74%) 0.66 km² é água.

## Demografia
Segundo o censo de 2010, tinha 3.162 pessoas residindo em Dennis Port. A densidade populacional era de 371,87 hab./km². Dos 3.162 habitantes, Dennis Port estava composto pelo 88.39% brancos, o 4.68% eram afroamericanos, o 0.92% eram amerindios, o 0.54% eram asiáticos, o 0% eram insulares do Pacífico, o 2.37% eram de outras raças e o 3.1% pertenciam a duas ou mais raças. Do total da população o 2.81% eram hispanos ou latinos de qualquer raça.